# Exocentrus beesoni
Exocentrus beesoni là một loài bọ cánh cứng trong họ Cerambycidae.